# 艾默尔丁根
艾默尔丁根是德国巴登-符腾堡州的一个市镇。总面积3.55平方公里，总人口2439人，其中男性1216人，女性1223人（2011年12月31日），人口密度687人/平方公里。